# 24051 Hadinger
24051 Hadinger là một tiểu hành tinh vành đai chính với chu kỳ quỹ đạo là 1205.7604805 ngày (3.30 năm).
Nó được phát hiện ngày 4 tháng 10 năm 1999.